# I grandi successi originali (Ivan Cattaneo)
I grandi successi originali è una doppia raccolta di Ivan Cattaneo pubblicata nel 2004 dall'etichetta RCA nella serie di compilation Flashback. 
Si tratta di una selezione di canzoni tratte dai suoi tre album incisi per la Ultima Spiaggia.

## Tracce
CD 1:
1. Darling
2. Boys & Boys
3. Formica d'estate
4. La segretaria ha colpito ancora
5. Tabù
6. Vergini e serpenti
7. Agitare prima dell'uso
8. Bimbo assassino
9. Male bello
10. Il bambino è perverso
11. L'amore è una s/cossa meravigliosa
12. Assaggia...

CD 2:
1. L'elefante è capovolto
2. Pomodori da Marte
3. Su
4. Farfalle
5. Señorita Torero
6. L'altra faccia della luna
7. Sexo!
8. Psico Fico
9. Superuomo
10. Bambo Bambù
11. Sulla strada di gomma
12. Maria Batman